# 傑克遜鎮區 (印地安納州漢密爾頓縣)
傑克遜鎮區（英語：Jackson Township）是位於美國印地安納州漢密爾頓縣的一個行政鎮區。

## 地方資料
根據2010年美國人口普查的數據，傑克遜鎮區的面積為145.50平方千米，當中陸地面積為142.00平方千米，而水域面積為3.50平方千米。當地共有人口10368人，而人口密度為每平方千米71.26人。